# 麥迪遜縣 (印第安納州)
麥迪遜縣（英語：Madison County）是美國印地安納州中東部的一個縣。面積1,173平方公里。根據美國2000年人口普查，共有人口133,358。縣治安德森。
成立於1823年，縣名是紀念第四任總統詹姆斯·麥迪遜。